# Пульезе, Освальдо
Освальдо Педро Пульезе (исп. Osvaldo Pedro Pugliese; 2 декабря 1905 года, Буэнос-Айрес — 25 июля 1995 года, там же) — аргентинский музыкант.

## Биография
Отец Освальдо, Адольфо Пульезе, помимо своей основной работы на обувной фабрике также был музыкантом-любителем. Он дал Освальдо возможность учиться игре на скрипке, а потом и на фортепиано. С 14 лет Освальдо играл танго в кафе. В 1927 году его пригласили в оркестр Педро Маффиа, а вскоре он создал собственный. В этом оркестре, в частности, начал свою карьеру 16-летний Анибаль Тройло. Тогда же Пульезе написал своё первое танго «Recuerdo», впоследствии ставшее знаменитым.
В 1939 году Пульезе создал новый оркестр, состав которого не менялся до 1968 года. В этот период Пульезе создал свои знаменитые «La yumba» (ставшее гимном оркестра), «Adiós Bardi», «Una vez» и многие другие произведения. Оркестр стал одним из самых известных в Аргентине. Записи оркестра охватывают период с 1943 по 1989 год.
Помимо музыки, Пульезе также увлекался политикой и даже вступил в аргентинскую компартию. За свою политическую деятельность в 1950—1960-е он неоднократно арестовывался и заключался в тюрьму. Многие годы в Аргентине его произведения были запрещены на радио, что однако не отражалось на их популярности у любителей танго. Во время выступлений оркестра, продолжавшихся и без находившегося в заключении Пульезе, музыканты в знак протеста демонстративно клали на опустевший рояль маэстро красную гвоздику.
Произведения Освальдо Пульезе, записи выступлений его оркестра, наряду с творчеством Астора Пьяццоллы, Хулио де Каро, Франсиско Канаро, Хуана Д’Арьенцо, Карлоса ди Сарли составляют золотой фонд музыки танго.